# 旧特雷普托
旧特雷普托（德語：Altentreptow，德語發音：[altn̩ˈtreːpto]）是德国梅克伦堡-前波美拉尼亚州的市镇，隶属于梅克伦堡湖区县。总面积为53.08平方千米，截至2023年12月31日总人口为5,213人。